# Minnesota United FC 2017

## Maglie
| 1ª divisa | 2ª divisa |

## Rosa 2017
| N. |                        | Ruolo | Calciatore            |
| -- | ---------------------- | ----- | --------------------- |
| 1  | Svezia (bandiera)      | P     | John Alvbåge          |
| 2  | Stati Uniti (bandiera) | D     | Justin Davis          |
| 3  | Svizzera (bandiera)    | D     | Jérôme Thiesson       |
| 4  | Giamaica (bandiera)    | D     | Jermaine Taylor       |
| 5  | Costa Rica (bandiera)  | D     | Francisco Calvo       |
| 6  | Norvegia (bandiera)    | D     | Vadim Demidov         |
| 7  | Brasile (bandiera)     | C     | Ibson                 |
| 8  | Svezia (bandiera)      | C     | Mohammed Saeid        |
| 9  | Ghana (bandiera)       | A     | Abu Danladi           |
| 10 | Stati Uniti (bandiera) | C     | Miguel Ibarra Andrade |
| 11 | Costa Rica (bandiera)  | C     | Johan Venegas         |
| 12 | Stati Uniti (bandiera) | D     | Joseph Greenspan      |
| 13 | Francia (bandiera)     | C     | Thomas de Villardi    |
| 14 | Stati Uniti (bandiera) | D     | Brent Kallman         |

| N. |                              | Ruolo | Calciatore         |
| -- | ---------------------------- | ----- | ------------------ |
| 16 | Danimarca (bandiera)         | A     | Bashkim Kadrii     |
| 17 | Stati Uniti (bandiera)       | C     | Collin Martin      |
| 18 | Trinidad e Tobago (bandiera) | C     | Kevin Molino       |
| 20 | Finlandia (bandiera)         | C     | Rasmus Schüller    |
| 21 | Stati Uniti (bandiera)       | A     | Christian Ramirez  |
| 22 | Stati Uniti (bandiera)       | D     | Kevin Venegas      |
| 23 | Venezuela (bandiera)         | C     | Bernardo Añor      |
| 24 | Stati Uniti (bandiera)       | P     | Patrick McLain     |
| 25 | Nuova Zelanda (bandiera)     | D     | Michael Boxall     |
| 26 | Stati Uniti (bandiera)       | C     | Collen Warner      |
| 27 | Stati Uniti (bandiera)       | C     | Tanner Thompson    |
| 30 | Stati Uniti (bandiera)       | A     | Josh Gatt          |
| 33 | Stati Uniti (bandiera)       | P     | Bobby Shuttleworth |
| 35 | Stati Uniti (bandiera)       | P     | Alec Ferrell       |